# اندیس ولی محمد ۲
ولی محمد ۲ یک اندیس فلزی است که در حوالی شهر کوهین استان همدان قرار دارد و مادهٔ معدنی موجود در آن، مس است.سنگ میزبان این اندیس ماسه سنگ ، شیل است و دیرینگی آن به دوران ژوراسیک می‌رسد. در این اندیس، پاراژنز‌های پیریت ، مالاکیت، آزوریت، لیمونیت، کوارتز یافت می‌شوند.